# Pescadoires
Perscadoires ist eine französische Gemeinde mit 186 Einwohnern (Stand 1. Januar 2022) im Département Lot in der Region Okzitanien. Sie gehört zum Kanton Puy-l’Évêque und zum Arrondissement Cahors.

## Lage
Die Gemeinde liegt rund 23 Kilometer nordwestlich von Cahors in einer Schlinge des Flusses Lot.
Nachbargemeinden sind Prayssac im Norden, Lagardelle im Südosten, Grézels im Süden und Puy-l’Évêque im Westen.

## Bevölkerungsentwicklung

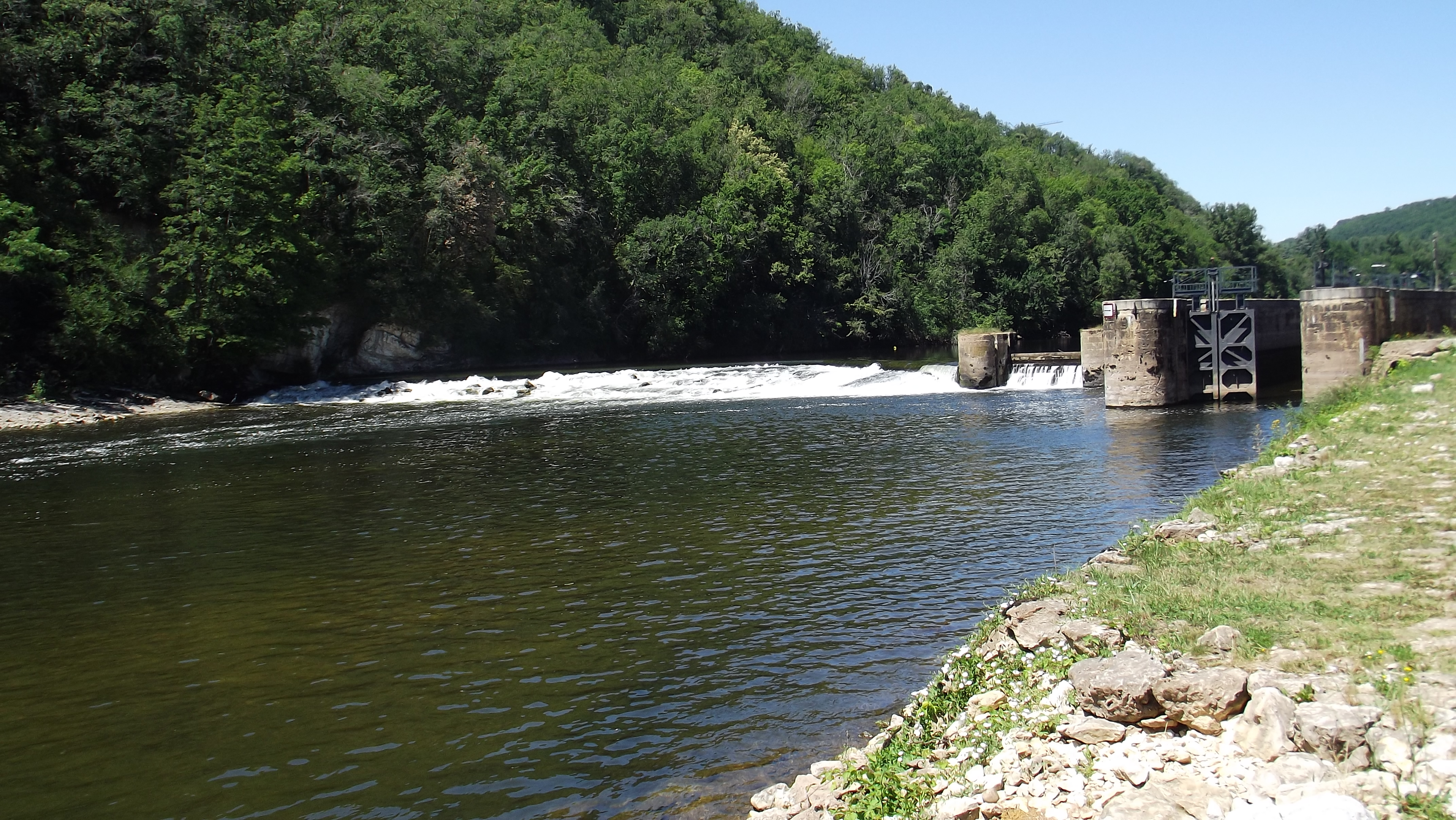
Der Lot bei Pescadoires

| Jahr      | 1962 | 1968 | 1975 | 1982 | 1990 | 1999 | 2008 | 2018 |
| --------- | ---- | ---- | ---- | ---- | ---- | ---- | ---- | ---- |
| Einwohner | 126  | 148  | 146  | 150  | 133  | 128  | 134  | 188  |